# Santi Bonifacio e Alessio
De Basiliek van Sint-Bonifatius en Alexius (Italiaans: Basilica di Santi Bonifacio e(d) Alessio) is een basiliek te Rome, gelegen op het Piazza Sant'Alessio.
Ze werd gebouwd tussen de 3e en de 4e eeuw met de heilige Bonifatius van Tarsus als schutspatroon. Ze werd gerestaureerd in 1216 in opdracht van Paus Honorius III die de kerk tevens wijdde aan de heilige Alexius van Edessa. Rond 1750 werd de basiliek opnieuw verbouwd en van een nieuw hoofdaltaar voorzien door Tommaso De Marchis, en tussen 1852 en 1860 door de Somaschi.
De kerk heeft een romaanse campanile. In het zuidschip staat een grafmonument ter ere van Eleonora Boncompagni Borghese uit 1693 naar ontwerp van Giovan Contini Batiste, en in het dwarsschip staat een kapel van Karel IV van Spanje, met een icoon van de Maria-Tenhemelopneming (Madonna di Sant’ Alessio, Madonna dell' Intercessione) , daterend van het jaar 200. Deze icoon zou door Sint Alexius uit het Oosten zijn meegebracht. Verder is er ook nog een graftombe van Peter Savelli, een lid van dezelfde familie als paus Honorius III.
Onder de kerk bevindt zich een romaanse crypte, waar relikwieën van Thomas Becket bewaard worden. Op de muren zijn 12e-eeuwse fresco’s te zien van het Agnus Dei en symbolen van de Evangelisten.
De basiliek van Sint-Bonifatius en Alexius is sinds 1587 een kardinale titelkerk. Van 1587 tot in de negentiende eeuw werd daarbij alleen Sint-Alexius vermeld. Sinds de negentiende eeuw is de kerk wordt de oude patroon Sint-Bonifatius ook weer genoemd. Sedertdien heet de basiliek officieel Sint-Bonifatius en Alexius. Deze verandering verklaart mogelijk waarom op sommige plaatsen de kerk abusievelijk Sint-Alexius en Bonifatius wordt genoemd.
Paulo Costa is sinds 27 augustus 2022 titulair kardinaal van de basiliek.

## Afbeeldingen

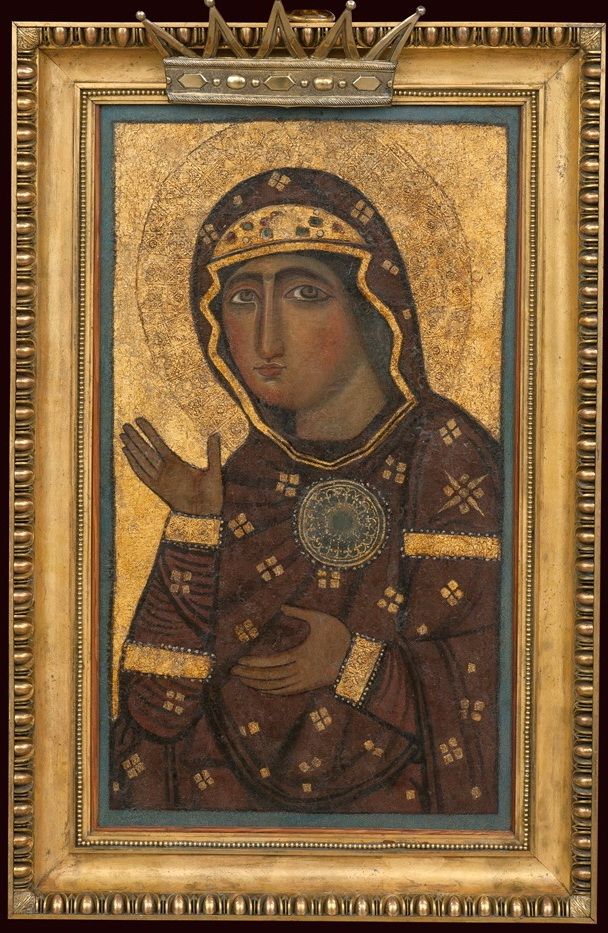
Madonna di Sant’ Alessio (Madonna dell' Intercessione)
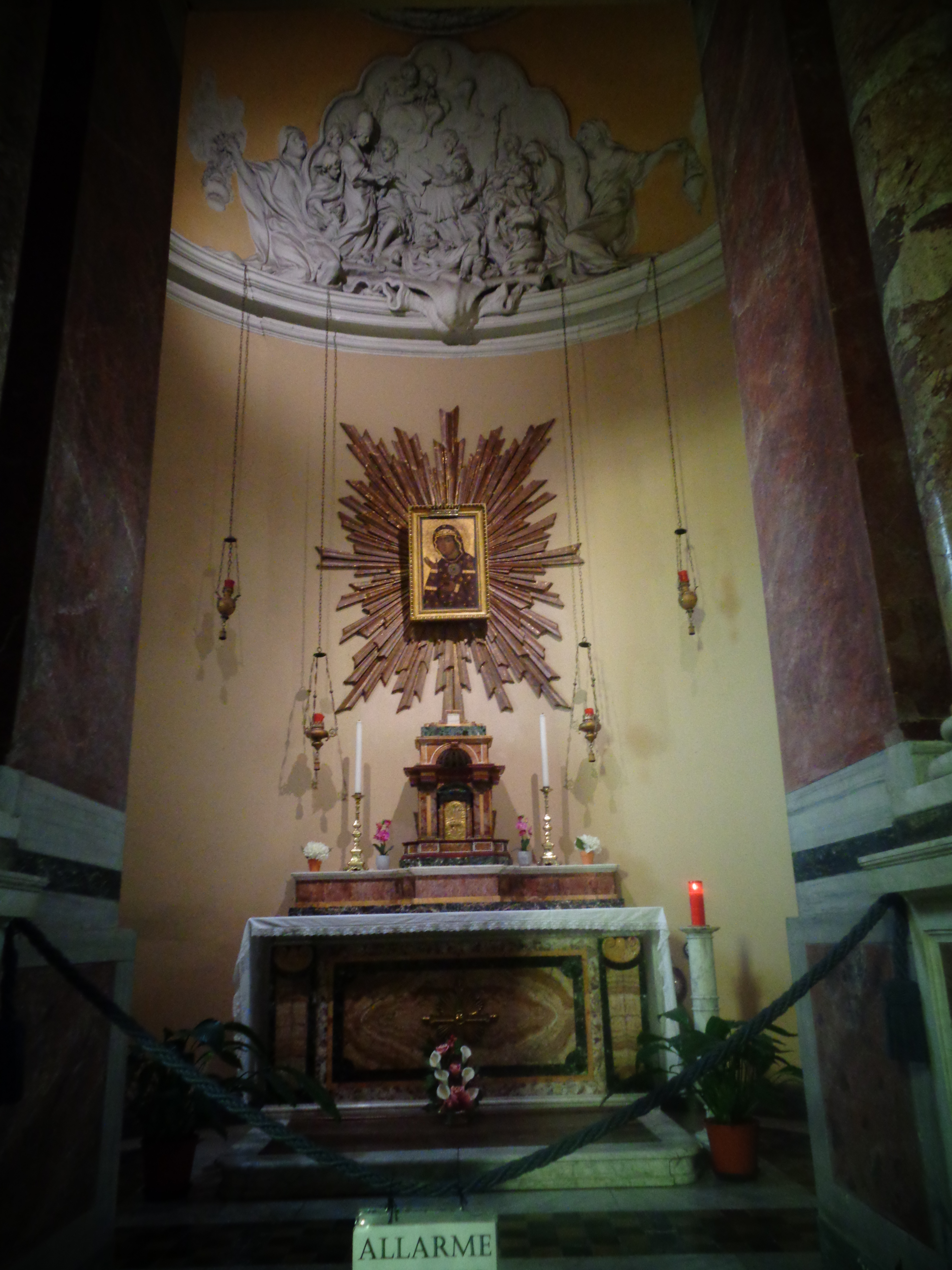
Madonna di Sant'Alessio